# ورخنیه بابالاروو
ورخنیه بابالاروو (انگلیسی: Verkhneye Babalarovo) یک شهرک در شهرستان کویورگازینسکی جمهوری باشقیرستان در کشور روسیه است.